# Aleksandra Kołłontaj
Aleksandra Michajłowna Kołłontaj (ros. Алекса́ндра Миха́йловна Коллонта́й; z domu Domontowicz, Домонто́вич; ur. 19 marca?/31 marca 1872 w Petersburgu, zm. 9 marca 1952 w Moskwie) – rosyjska działaczka socjaldemokratyczna i komunistyczna, rewolucjonistka, członkini Socjaldemokratycznej Partii Robotniczej Rosji (do 1914 frakcji mienszewików, następnie bolszewików), później członkini Wszechzwiązkowej Komunistycznej Partii (bolszewików) (WKP(b)), pierwsza kobieta, która pełniła funkcje ministra i ambasadorki.

## Życiorys
Była córką generała Armii Imperium Rosyjskiego Michaiła Domontowicza, dowódcy w wojnie rosyjsko-tureckiej (1877–1878), następnie szefa kancelarii ambasady rosyjskiej w Bułgarii w latach 1878–1879, i Aleksandry Masalin-Mrawinskiej (Mrawin), córki bogatego handlarza drewnem z Wielkiego Księstwa Finlandii (części Imperium Rosyjskiego). Ze strony matki miała przyrodnią siostrę Jewgienię Mrawinę (1864–1914), która była śpiewaczką operową.
Kołłontaj była niezwykle uzdolniona językowo. Poza rosyjskim potrafiła porozumieć się w następujących językach: angielskim, francuskim, niemieckim, norweskim, szwedzkim, fińskim i hiszpańskim. Stopień znajomości tych języków był różny.

Początkowo Aleksandra, nazywana przez najbliższych Szurą, uczyła się w domu. Przejawiała niezwykły talent do nauki języków obcych. Biegle posługiwała się francuskim, fińskim, angielskim i niemieckim. Niestety, matka zabroniła jej kontynuowania nauki na uniwersytecie, gdyż uważała, że rosyjska dama nie powinna mieć wyższego wykształcenia .

Działalność socjalistyczną w ruchu robotniczym podjęła w końcu XIX wieku. W 1914 roku, po powrocie z wieloletniej emigracji w USA i krajach Skandynawii, na którą była zmuszona udać się za wcześniejszą działalność polityczną, wstąpiła do partii bolszewików. Po przewrocie bolszewickim (rewolucji październikowej) w 1917 roku została komisarzem ludowym Opieki Społecznej. Była najbardziej wpływową kobietą w radzieckiej administracji i w 1919 roku utworzyła Żenotdieł, zwany „Ministerstwem Kobiet”. Instytucja pracowała dla poprawy warunków życia kobiet w Rosji Radzieckiej, prowadząc działalność propagandową i edukacyjną wśród kobiet w kwestii wyzwolenia seksualnego małżeństw, edukacji i praw robotników. Działalność ta po latach przyczyniła się do określania Kołłontaj jako socjalistycznej feministki. Żenotdieł został zlikwidowany w 1930 roku.
W wewnętrznych sporach w ramach RPK(b) Kołłontaj była blisko poglądowo lewicowemu komunizmowi i Opozycji Robotniczej (której była jedną z głównych przywódców, obok m.in. Aleksandra Szlapnikowa), postulującej zwiększenie roli związków zawodowych i wpływu pracowników na zarządzanie radziecką gospodarką. W publikowanych pracach opowiadała się za poprawą warunków życiowych klasy pracującej w Rosji Sowieckiej.
Po śmierci Lenina i dojściu Stalina do władzy została skutecznie odsunięta od wydarzeń politycznych i możliwości wpływania na ich bieg. Ograniczono również jej możliwość propagowania własnych poglądów. Następnie powierzono jej funkcję ambasadora ZSRR w Meksyku, Szwecji (1930–1945) i Norwegii. Jako jedna z nielicznych „starych bolszewików” uniknęła śmierci z rąk NKWD podczas „wielkiej czystki” w latach 30. XX wieku. Później została sprowadzona do roli symbolu zaangażowania kobiet po stronie bolszewików.
Nazwę „Aleksandra Kollontay” nosił zbudowany w Stoczni Gdańskiej prototypowy chłodniowiec do transportu ryb serii typu B443 o nośności 4400 ton przekazany ZSRR w 1970.

### Życie prywatne

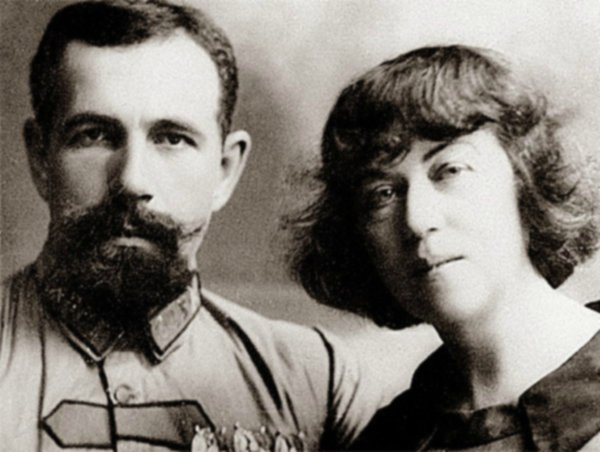
Pawieł Dybienko i Aleksandra Kołłontaj

Dwukrotnie zamężna. W 1890 lub 1891 w wieku 19 lat wyszła za swojego kuzyna, niezamożnego oficera Władimira Kołłątaja (1867–1917), mimo że rodzina była przeciwna temu związkowi. Mieli syna Michaiła Kołłontaja.
W latach 1918–1922 jej mężem był Pawieł Dybienko .

Przystojny Ukrainiec Pawieł Dybienko... urzekł Kołłontaj i swoją powierzchownością, i niemal brutalnym podejściem do seksu. Wywiązał się romans, a starsza o 17 lat Aleksandra nie kryła szczęścia. Na zdjęciach tej pary widać wyraźnie, że jej oczy, zawsze wpatrzone w Pawieła, płoną ogniem. Niestety, Dybienko... okazał się alkoholikiem i erotomanem cieszącym się wielkim wzięciem u kobiet .

## Nowy model kobiecości
Historyk Norman Davies określił ją jako apostołkę wolnej miłości. Właśnie jej zwyczajowo, choć mylnie, przypisuje się autorstwo znanej teorii seksu jako „szklanki wody”. Twierdziła na przykład, że kobiety trzeba wyzwolić nie tylko pod względem ekonomicznym, ale i psychologicznym; drogą do tego miał być seks bez zobowiązań .

Typową cechą kobiety przeszłości było wyrzeczenie się potęgi ciała, [...] [nowa] Kobieta nie zaprzecza swojej „żeńskiej naturze”, nie odwraca się od życia i nie odrzuca ziemskich przyjemności, którymi rzeczywistość z uśmiechem obdarza każdego, kto ich pożąda.

Aleksandra Kołłontaj spełniała wszystkie warunki bycia „nową kobietą” i w 1919 roku podstawowe punkty swojego programu emancypacji kobiet przedstawiła w książce Nowa mentalność a klasa robotnicza . Kołłontaj opowiadała się za kolektywną koncepcją macierzyństwa i snuła wizje o nieuchronnym zmierzchu instytucji rodziny w nowo powstałym państwie radzieckim.

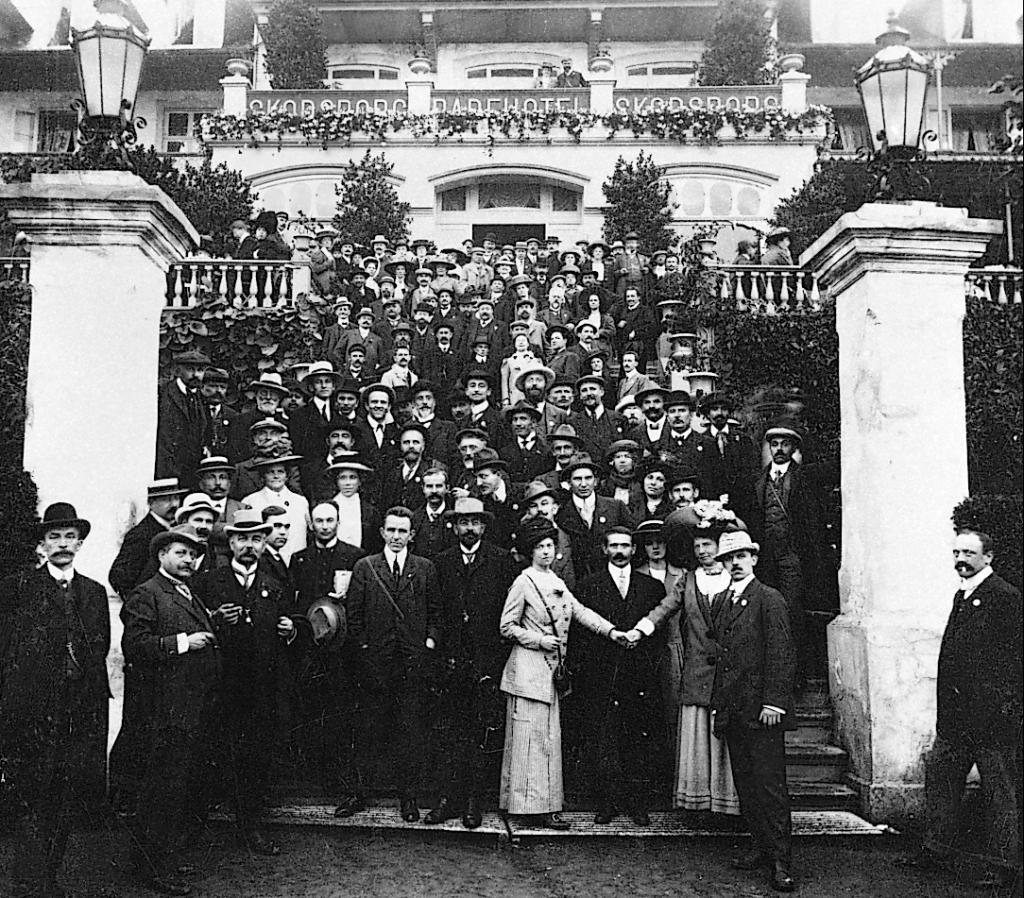
Międzynarodowy Kongres Socjalistów, Kopenhaga, 1910 rok. Aleksandra Kołłontaj podaje dłoń Clarze Zetkin. Powyżej Rosa Luxemburg